# Moyeuvre-Grande
Moyeuvre-Grande è un comune francese di 8 127 abitanti situato nel dipartimento della Mosella nella regione del Grand Est.

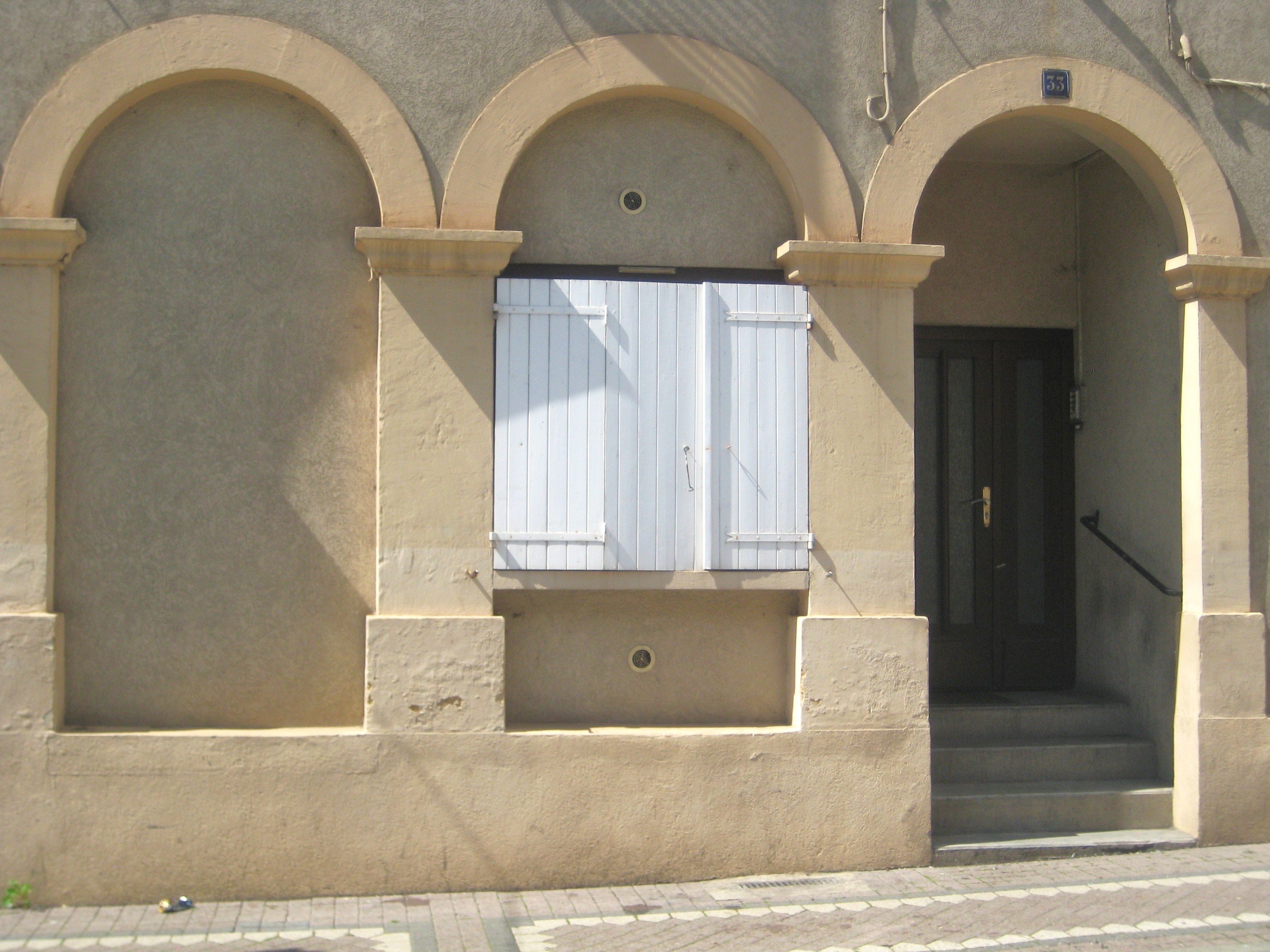
Anziana cappella italiana.

## Società

### Evoluzione demografica
Abitanti censiti